# اگرآیا
اِگرآیا (به مجاری: Egeralja) یک شهرداری در مجارستان است که در وسپرم واقع شده‌است. اِگرآیا ۸٫۹۴ کیلومتر مربع مساحت و ۲۶۵ نفر جمعیت دارد.